# Park Torre de Belém
Park Torre de Belém (port. Jardim da Torre de Belém) – publiczny park w Lizbonie, znajdujący się pomiędzy ulicą Avenida de Brasília a brzegiem Tagu obok wieży Torre de Belém. Utworzony został w 1940 roku z okazji Wielkiej Wystawy Świata Portugalskiego i zajmuje powierzchnię 4,7 ha.
Wyróżnia się dużymi terenami zielonymi, zapewniającymi odpoczynek dla spacerowiczów i osób poruszających się na rowerach lub łyżworolkach. Na terenie parku znajduje się pomnik w kształcie hydroplanu, upamiętniający pierwszy przelot nad południowym Atlantykiem, dokonany przez dwóch portugalskich lotników marynarki wojennej: Gago Coutinho i Sacadurę Cabrala.